# Dubowitz-Syndrom
Das Dubowitz-Syndrom ist benannt nach dem Kinderneurologen Victor Dubowitz (* 1931) aus Sheffield. Er beschrieb 1965 eine seltene autosomal-rezessive Erkrankung mit folgenden Leitsymptomen:
- Minderwuchs, Mikrozephalie
- ekzematöse Hautveränderungen
- vielfache Gesichtsfehlbildungen wie verkleinerte Lidspalte (Blepharophimose), großer Augenabstand (Hypertelorismus), fehlender Nasensattel, Ohrentiefstand
- spärliche Behaarung (Hypotrichose)
- kognitiver Entwicklungsrückstand

Darüber hinaus wurde eine Fülle von weiteren Symptomen an fast allen Organsystemen beobachtet, die aber - wie auch die Leitsymptome - nicht alle vorhanden sein müssen. M. Sukahara und J. M. Opitz (siehe Literatur) fanden 1996 bei der Zusammenstellung von 141 Fällen (davon 36 bis dahin nicht mitgeteilt), dass die Gesichtsfehlbildungen das wichtigste diagnostische Zeichen waren: Mikrozephalie wurde in 112 Fällen gefunden, eine Blepharophimose in 60 und eine Ptose in 53 Fällen. Ilyina and Lurie zeigten 1990, dass trotz deutlicher Mikrozephalie schwere geistige Behinderungen selten sind und dass etwa die Hälfte der betroffenen Menschen sich kognitiv regelgerecht entwickelt.